# Fábrica de Tanques del Ejército de Lima

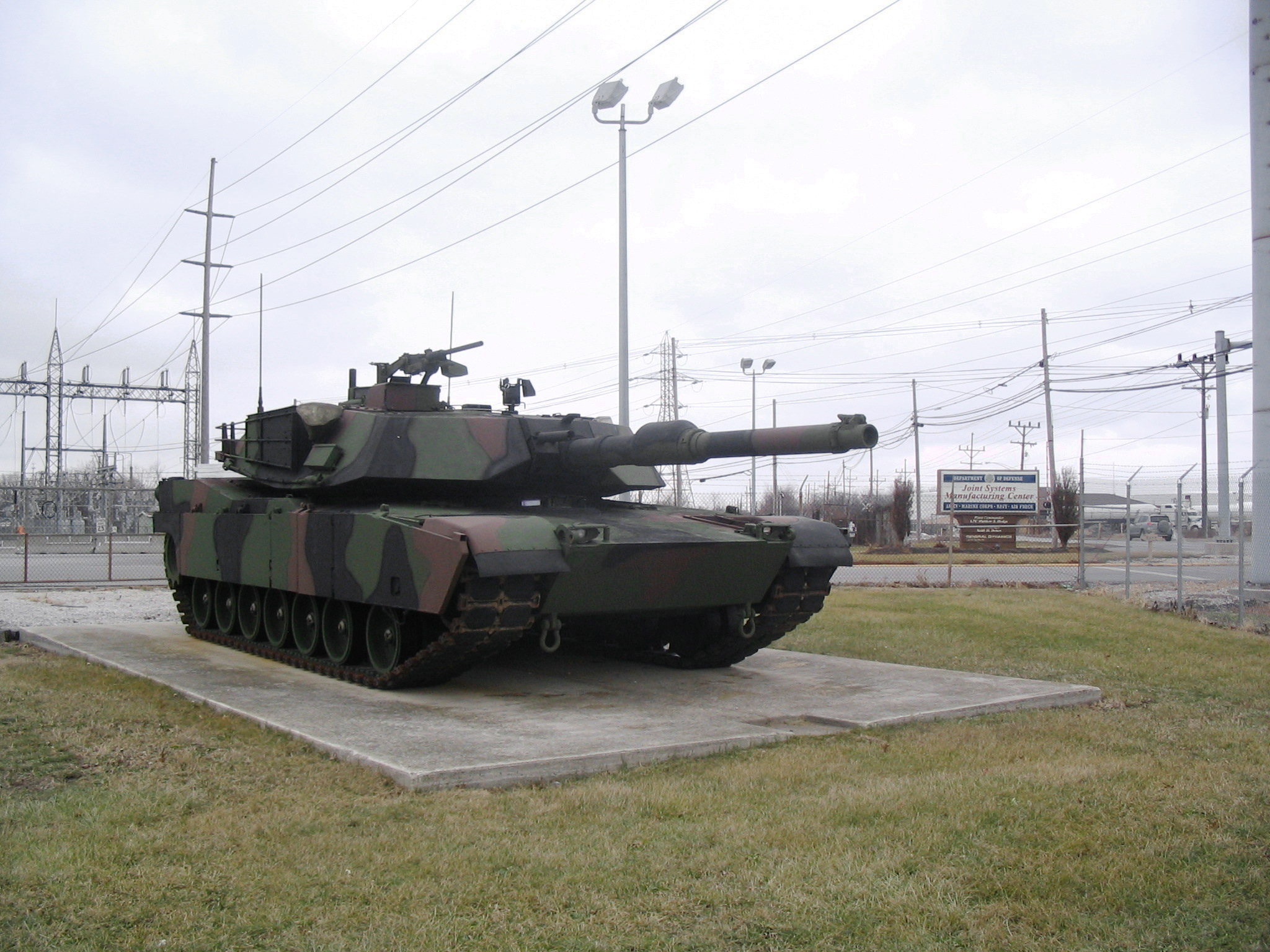
Un M1A1 Abrams, el producto principal de la planta

La Fábrica de Tanques del Ejército de Lima o LATP (acrónimo del nombre original en inglés Lima Army Tank Plant) es una fábrica de tanques situada en Lima, Ohio. Es una Fábrica Estatal Operada por Contratistas (GOCO; Government-Owned, Contractor Operated), actualmente operada por General Dynamics Land Systems. 
En febrero de 1980, el primer tanque M1 Abrams salió de la LATP. Tras firmar un contrato, la fábrica empezó a producir el Abrams a una cadencia de 30 por mes. Para enero de 1985, el último M1 salió de la línea de ensamblaje y en octubre se empezó a producir el M1 mejorado (IPM1). Posteriormente la fábrica produjo el M1A1, construyendo el primer tanque de pruebas en agosto de 1985. El M1A1 fue producido a una cadencia de 120 por mes.
General Dynamics terminó sus operaciones en la Fábrica de Tanques del Arsenal de Detroit en diciembre de 1996. Por lo que algunas operaciones de mantenimiento de tanques fueron transferidas a la Fábrica de Tanques del Ejército de Lima.
Para reflejar la decisión de producir el Vehículo de Combate Expedicionario del Cuerpo de Marines de los Estados Unidos en la fábrica, en junio de 2004 esta fue rebautizada como Centro Productor de Sistemas Conjuntos (JSMC; Joint Systems Manufacturing Center).
Se ha reportado que las Fuerzas Armadas planean cerrar la fábrica desde 2013 hasta 2016 en un intento por ahorrar más de mil millones de dólares; sería reabierta en 2017 para actualizar los tanques existentes. General Dynamics Land Systems, que opera la fábrica y se opone a su cierre, argumenta que el cierre de operaciones aumentaría los costos a largo plazo y reduciría la flexibilidad. El Comité del Senado para las Fuerzas Armadas agregó 272 millones de dólares en el Acta de autorización de defensa para actualización de tanques, con el fin de evitar el cierre de la fábrica.